# 金龜頭砲臺
金龜頭砲臺，又稱作天南砲臺，是位於臺灣澎湖縣馬公市的清代軍事遺址，中華民國內政部於2001年11月21日公告為國定古蹟。

## 歷史

### 清領時期
金龜頭砲臺是在清朝康熙五十七年（1718年）兵部特准福建總督覺羅滿保所奏而修建之明朝遺留之十二座砲臺之一，同治三年（1864年）再修。光緒九年（1883年）中法戰爭中，《法軍侵臺始末》記載，金龜頭舊砲臺與新城砲臺是澎湖廳諸砲臺中火力最強者，但後來因為彈藥庫被法軍軍艦擊中而失去作戰能力。
臺灣建省之後，台灣巡撫劉銘傳、閩浙總督楊昌濬親履澎湖會勘，上奏：「本爵部院查澎湖一島，孤危絕險，為閩台門戶；必須禦築堅厚砲台，購置精利大砲，選派勁旅駐紮，方足以守禦。」劉銘傳多次奏請加強澎湖海防，最終清廷任命澎湖鎮總兵吳宏洛建造。光緒十三年（1887年）廣建新式砲臺四座，即西嶼西臺、西嶼東臺、拱北砲臺與金龜頭砲臺；而在金龜頭砲臺配備7吋、10吋、12吋口徑的阿姆斯特朗大砲各一門。

### 日治時期
1895年，歸因乙未戰爭使日軍登陸澎湖，3月23日日軍從澎湖島東側裡正角海岸上陸，避開了金龜頭、西嶼西臺、西嶼東臺的火力攻佔了澎湖廳城，位在城西的金龜頭砲臺也隨之淪陷。此時西嶼東砲臺清軍一度持續砲擊澎湖廳城內外日軍據點。但在3月25日14:00左右日軍修復金龜頭砲臺後開始砲轟西嶼東臺，16:00清軍將西嶼東臺大砲重要配件拆除後撤離澎湖，日軍自此完全控制澎湖。
1902年5月20日到明治三十七年（1904年）9月15日期間重修，改稱天南礮臺，工事總監為支部長工兵少佐柴恒房，主任官為技手石川義仙、菅野外三郎、杉野中造。

### 戰後時期
二次大戰後，金龜頭砲台一度成為中華民國陸軍澎湖防衛司令部天南營區（通信營）所在地，後來中華民國國防部釋出此地、移交澎湖縣政府。澎湖縣政府文化局於2013年9月25日，將美國製M1式40mm高射炮1門安置於金龜頭砲台，因國軍早期從於此架設此型號高射炮，後因整備汰廢而移出，所以澎湖縣政府文化局向國防部提出要求，經國防部同意後，將其從陸軍兵工整備發展中心安全運抵並安座。當前，金龜頭砲台已被規劃為馬公金龜頭礮臺文化園區，2017年開放參觀。

## 空間配置
當前營區為光緒十三年所建造之遺構，主要為磚石造及鋼筋混凝土造建築結構，內可區分為砲座、外牆、隧道、官廳、穹隆式兵房、馬道等部分，是集作戰、訓練、居住一體的城堡式建築，各兵房因使用關係，均有隔間分隔成大小不等的空間，至今尚保存兩座10吋、12吋口徑阿姆斯壯砲。
砲臺基座、砲臺圓體、砲臺底座、內外堡門等處維護尚稱良好，砲臺門額之「天南鎖鑰」為吳宏洛題字。

## 外部連結
- 金龜頭砲台 - 澎湖知識服務平台 （页面存档备份，存于）